# Dangerously in Love (utwór)
”Dangerously in Love” - piosenka amerykańskiego zespołu rhythm and bluesowego Destiny’s Child, pochodząca z jego trzeciego albumu studyjnego, Survivor. Beyoncé Knowles, frontmenka grupy, była współautorką i współproducentką utworu. Stanowiła również główny wokal w nagrywaniu piosenki, przez co „Dangerously in Love” stanowi jedną z kilku ścieżek na Survivor, w których Beyoncé śpiewa niemal całkowicie solowo.
W 2003 roku Knowles nagrała nową wersję utworu, zatytułowaną „Dangerously in Love 2”, na swój debiutancki album solowy, którego tytuł zaczerpnięty został od piosenki i brzmiał Dangerously in Love.
"Dangerously in Love” w wersji Destiny’s Child nie odniósł sukcesu komercyjnego ze względu na brak promocji, gdyż utwór nie został wydany jako singel. Mimo to piosenka otrzymała dobre oceny od krytyków, którzy wymieniali ją jako jeden z najmocniejszych elementów Survivor.

## „Dangerously in Love 2”
Knowles ponownie nagrała piosenkę w 2003 roku na swój debiutancki album solowy, Dangerously in Love, zmieniając jej tytuł na „Dangerously in Love 2”. Wersja ta, w zmodyfikowanej aranżacji, spotkała się z generalnie pozytywnymi recenzjami krytyków. Utwór nadawany był na antenach stacji radiowych w Stanach Zjednoczonych; w pozostałych krajach nie ukazał się jako singel.
Mimo że do „Dangerously in Love 2” nie nakręcono oficjalnego wideoklipu, telewizja BET często emitowała koncertowy zapis piosenki, pochodzący z DVD Live at Wembley.
Knowles po raz pierwszy wykonała „Dangerously in Love 2” na żywo na gali Grammy Awards 2004, na której piosenka otrzymała statuetkę w kategorii najlepszy wokalny utwór R&B. Wokalistka często wykorzystywała „Dangerously in Love 2” jako preludium do „Crazy in Love”. 
14 czerwca 2006 roku singel uzyskał złoty status w Stanach Zjednoczonych za sprzedaż powyżej 500.000 kopii.

### Pozycje na listach
Mimo słabej promocji singel zdołał zająć miejsca na amerykańskich listach Billboardu. Po premierze trzeciego albumu solowego Knowles, I Am... Sasha Fierce, „Dangerously in Love 2” uplasował się na 31. pozycji Billboard Hot Ringtones. Dokonał tego po 5 latach od premiery singla, a także po 8 latach od wydania utworu przez Destiny’s Child.
| Lista (2004)                         | Najwyższa pozycja |
| ------------------------------------ | ----------------- |
| U.S. Billboard Hot 100               | 57                |
| U.S. Billboard Hot R&B/Hip-Hop Songs | 17                |
| Lista (2009)                         | Najwyższa pozycja |
| U.S. Billboard Hot Ringtones         | 31                |